# Cờ Đỏ (huyện)
Cờ Đỏ là một huyện cũ thuộc thành phố Cần Thơ, Việt Nam.

## Địa lý
Huyện Cờ Đỏ nằm ở phía tây ngoại thành của thành phố Cần Thơ, nằm cách trung tâm thành phố khoảng 41 km, có vị trí địa lý:
- Phía đông giáp quận Ô Môn và quận Thốt Nốt
- Phía tây giáp huyện Tân Hiệp và huyện Giồng Riềng, tỉnh Kiên Giang
- Phía nam giáp huyện Thới Lai
- Phía bắc giáp huyện Vĩnh Thạnh.

Huyện Cờ Đỏ có diện tích 319,89 km², dân số năm 2024 là 142.164 người,  mật độ dân số đạt 444 người/km².

## Hành chính
Huyện Cờ Đỏ có 10 đơn vị hành chính cấp xã trực thuộc, bao gồm thị trấn Cờ Đỏ (huyện lỵ) và 9 xã: Đông Hiệp, Đông Thắng, Thạnh Phú, Thới Đông, Thới Hưng, Thới Xuân, Trung An, Trung Hưng, Trung Thạnh.
| TT. Cờ Đỏ Xã Thạnh Phú X. Thới Đông X. Thới Xuân X. Đông Thắng X. Đông Hiệp Xã Thới Hưng Xã Trung Hưng Xã Trung Thạnh Xã Trung An Huyện Vĩnh Thạnh Quận Thốt Nốt Quận Ô Môn Huyện Thới Lai Tỉnh Kiên Giang Bản đồ hành chính huyện Cờ Đỏ, thành phố Cần Thơ |

## Lịch sử
Nguồn gốc tên gọi: Ngày xưa ở vùng này có nhiều đồn điền, mỗi đồn điền chọn một màu cờ: xanh, đỏ, vàng, trắng, đen,... để cắm mốc địa giới của mình. Đồn điền ở khu vực này là đồn điền lớn nhất và chọn cờ màu đỏ. Do đó người Việt rồi cả dân Tây đều gọi khu vực này là "Cờ Đỏ". Địa danh Cờ Đỏ hình thành từ đó. Địa bàn huyện Cờ Đỏ từ năm 2009 đến nay khác hẳn với huyện Cờ Đỏ từ năm 2004 đến năm 2008. Địa bàn huyện Cờ Đỏ ngày nay trước năm 2004 thuộc các huyện Ô Môn và Thốt Nốt của tỉnh Cần Thơ cũ. Còn huyện Cờ Đỏ giai đoạn 2004–2009 tương ứng với phần lớn diện tích đất đai của huyện Ô Môn, tỉnh Cần Thơ cũ trước năm 2004.
Ngày 20 tháng 9 năm 1975, Bộ Chính trị ban hành Nghị quyết số 245-NQ/TW về việc hợp nhất tỉnh Cần Thơ (ngoại trừ huyện Thốt Nốt), tỉnh Sóc Trăng, tỉnh Trà Vinh, tỉnh Vĩnh Long thành một tỉnh, tên gọi tỉnh mới cùng với nơi đặt tỉnh lỵ sẽ do địa phương đề nghị lên.
Ngày 20 tháng 12 năm 1975, Bộ Chính trị ban hành Nghị quyết số 19/NQ về việc hợp nhất tỉnh Cần Thơ (bao gồm cả huyện Thốt Nốt của tỉnh Long Xuyên), tỉnh Sóc Trăng thành một tỉnh mới, tên gọi tỉnh mới cùng với nơi đặt tỉnh lỵ sẽ do địa phương đề nghị lên.
Ngày 24 tháng 2 năm 1976, Chính phủ Cách mạng lâm thời Cộng hòa miền Nam Việt Nam ban hành Nghị định số 3/NQ/1976 về việc hợp nhất tỉnh Cần Thơ, tỉnh Sóc Trăng và thành phố Cần Thơ thành một tỉnh mới, lấy tên là tỉnh Hậu Giang.
Ngày 26 tháng 12 năm 1991, Quốc hội ban hành Nghị quyết về việc chia tỉnh Hậu Giang thành tỉnh Cần Thơ và tỉnh Sóc Trăng.
Ngày 26 tháng 11 năm 2003, Quốc hội ban hành Nghị quyết về việc chia tỉnh Cần Thơ thành thành phố Cần Thơ trực thuộc trung ương và tỉnh Hậu Giang.
Ngày 2 tháng 1 năm 2004, Chính phủ ban hành Nghị định số 05/2004/NĐ-CP về việc:
- Thành lập huyện Cờ Đỏ thuộc thành phố Cần Thơ trên cơ sở điều chỉnh 40.256,41 ha diện tích tự nhiên và 172.041 người của huyện Ô Môn (bao gồm toàn bộ diện tích tự nhiên, dân số của 2 thị trấn: Cờ Đỏ, Thới Lai và 11 xã: Định Môn, Đông Bình, Đông Thuận, Thới Đông, Đông Hiệp, Thới Lai, Thới Thạnh, Trường Thành, Trường Xuân, Trường Xuân A, Xuân Thắng và 6.981 ha diện tích tự nhiên và 13.017 nhân khẩu còn lại của xã Thới Long).
- Thành lập xã Thới Hưng trên cơ sở 6.981 ha diện tích tự nhiên và 13.017 nhân khẩu còn lại của xã Thới Long.

Huyện Cờ Đỏ có 14 đơn vị hành chính cấp xã trực thuộc thuộc, bao gồm 2 thị trấn: Cờ Đỏ, Thới Lai (huyện lỵ) và 12 xã: Định Môn, Đông Bình, Đông Thuận, Thới Đông, Đông Hiệp, Thới Hưng, Thới Lai, Thới Thạnh, Trường Thành, Trường Xuân, Trường Xuân A, Xuân Thắng.
Ngày 23 tháng 12 năm 2008, Chính phủ ban hành Nghị định số 12/NĐ-CP về việc:
- Thành lập xã Đông Thắng thuộc huyện Cờ Đỏ trên cơ sở điều chỉnh 1.501,82 ha diện tích tự nhiên và 5.128 nhân khẩu của xã Đông Hiệp.
- Thành lập xã Thới Xuân thuộc huyện Cờ Đỏ trên cơ sở điều chỉnh 1.710,64 ha diện tích tự nhiên và 7.009 nhân khẩu của xã Thới Đông.
- Thành lập xã Tân Thạnh thuộc huyện Cờ Đỏ trên cơ sở điều chỉnh 1.631,58 ha diện tích tự nhiên và 7.928 nhân khẩu của xã Thới Thạnh.
- Thành lập xã Trường Xuân B thuộc huyện Cờ Đỏ trên cơ sở điều chỉnh 2.014,89 ha diện tích tự nhiên và 7.503 nhân khẩu của xã Trường Xuân A.
- Thành lập xã Trường Thắng thuộc huyện Cờ Đỏ trên cơ sở điều chỉnh 1.481,86 ha diện tích tự nhiên và 6.466 nhân khẩu của xã Trường Thành; 656,54 ha diện tích tự nhiên và 4.711 nhân khẩu của xã Thới Lai.
- Điều chỉnh 1.197,90 ha diện tích tự nhiên và 11.116 nhân khẩu của xã Trung An thuộc huyện Thốt Nốt về huyện Cờ Đỏ quản lý.
- Điều chỉnh toàn bộ 2.399,56 ha diện tích tự nhiên và 18.063 nhân khẩu của xã Trung Thạnh thuộc huyện Thốt Nốt về huyện Cờ Đỏ quản lý.
- Điều chỉnh toàn bộ 9.570,53 ha diện tích tự nhiên và 20.520 nhân khẩu của xã Thạnh Phú thuộc huyện Vĩnh Thạnh về huyện Cờ Đỏ quản lý.
- Điều chỉnh toàn bộ 3.459,87 ha diện tích tự nhiên và 20.469 nhân khẩu còn lại của xã Trung Hưng thuộc huyện Vĩnh Thạnh về huyện Cờ Đỏ quản lý.
- Thành xã Thới Tân thuộc huyện Cờ Đỏ trên cơ sở 1.762,76 ha diện tích tự nhiên và 6.600 nhân khẩu còn lại của xã Thới Lai.
- Huyện Cờ Đỏ có 56.613,97 ha diện tích tự nhiên và 249.306 nhân khẩu; có 23 đơn vị hành chính cấp xã trực thuộc, bao gồm 2 thị trấn: Cờ Đỏ, Thới Lai (huyện lỵ) và 21 xã: Định Môn, Đông Bình, Đông Hiệp, Đông Thắng, Đông Thuận, Tân Thạnh, Thạnh Phú, Thới Đông, Thới Hưng, Thới Tân, Thới Thạnh, Thới Xuân, Trung An, Trung Hưng, Trung Thạnh, Trường Thành, Trường Thắng, Trường Xuân, Trường Xuân A, Trường Xuân B, Xuân Thắng.
- Thành lập huyện Thới Lai thuộc thành phố Cần Thơ trên cơ sở điều chỉnh 25.566,30 ha diện tích tự nhiên và 126.842 nhân khẩu của huyện Cờ Đỏ (bao gồm toàn bộ diện tích tự nhiên và nhân khẩu của 13 đơn vị hành chính trực thuộc, bao gồm thị trấn Thới Lai và 12 xã: Định Môn, Đông Bình, Đông Thuận, Tân Thạnh, Thới Tân, Thới Thạnh, Trường Thành, Trường Thắng, Trường Xuân, Trường Xuân A, Trường Xuân B, Xuân Thắng).

Sau khi điều chỉnh địa giới hành chính, huyện Cờ Đỏ còn lại 31.047,67 ha diện tích tự nhiên và 122.464 nhân khẩu; có 10 đơn vị hành chính cấp xã trực thuộc, bao gồm thị trấn Cờ Đỏ và 9 xã: Đông Hiệp, Đông Thắng, Thạnh Phú, Thới Đông, Thới Hưng, Thới Xuân, Trung An, Trung Hưng, Trung Thạnh.
Ngày 12 tháng 6 năm 2025, Quốc hội ban hành Nghị quyết số 202/2025/QH15 về việc sắp xếp đơn vị hành chính cấp tỉnh (nghị quyết có hiệu lực từ ngày 12 tháng 6 năm 2025). Theo đó, sáp nhập tỉnh Hậu Giang và tỉnh Sóc Trăng vào thành phố Cần Thơ.
Ngày 16 tháng 6 năm 2025, Quốc hội ban hành Nghị quyết số 203/2025/QH15 về việc Sửa đổi, bổ sung một số điều của Hiến pháp nước Cộng hòa xã hội chủ nghĩa Việt Nam. Theo đó, kết thúc hoạt động của đơn vị hành chính cấp huyện trong cả nước từ ngày 1 tháng 7 năm 2025.

## Kinh tế - xã hội

### Kinh tế
Huyện Cờ Đỏ là vùng đất có nhiều tiềm năng, lợi thế về phát triển sản xuất nông nghiệp với 26.491,22 ha đất sản xuất cây hàng năm, trong đó tập trung nhiều nhất là trồng lúa.
Địa bàn huyện Cụm công nghiệp Cờ Đỏ và có Công ty trách nhiệm hữu hạn Một thành viên Nông nghiệp Cờ Đỏ, Nông trường Sông Hậu, Trại giống trực thuộc Công ty giống cây trồng miền Nam – là những đơn vị đi đầu trong việc ứng dụng và nhân rộng các tiến bộ khoa học kỹ thuật vào sản xuất nông nghiệp, góp phần nâng cao năng suất và chất lượng sản phẩm. Thực hiện chủ trương đa dạng hóa các loại cây trồng vật nuôi, mô hình đưa cây màu xuống ruộng, nuôi cá trên ruộng lúa, nuôi cá ao thâm canh, chuyên canh, sản xuất cá giống từng bước được mở rộng; giữ vững quy mô đàn gia súc, gia cầm trên 450.000 con, ... đã đưa giá trị sản xuất bình quân toàn huyện cuối năm 2010 đạt trên 68 triệu đồng/ha.
Các dự án khu đô thị, khu dân cư và tái định cư trên địa bàn huyện Cờ Đỏ:
- Khu đô thị thị trấn Cờ Đỏ 1 quy mô 40,1 ha tại ấp Thới Hòa.
- Khu đô thị thị trấn Cờ Đỏ 2 quy mô 47,8 ha tại ấp Thới Trung.
- Khu dân cư ấp Thới Hòa tại thị trấn Cờ Đỏ.
- Khu TDC ấp Thới Hòa tại thị trấn Cờ Đỏ.
- Khu đô thị Thiên Minh tại thị trấn Cờ Đỏ với quy mô 129,06 ha.
- Khu dân cư xã Trung An quy mô 14,2 ha.
- Khu dân cư xã Trung Thạnh quy mô 8,10 ha.

### Giáo dục
Toàn huyện có 49 trường học gồm các bậc học từ mầm non đến trung học phổ thông với hơn 18.570 học sinh các cấp theo học. Chất lượng giáo dục hàng năm đều tăng. Trong đó trường trung học phổ thông Hà Huy Giáp trong những năm gần đây luôn là một trong những đơn vị dẫn đầu các trường trung học phổ thông toàn thành phố về tỷ lệ học sinh tốt nghiệp cuối cấp. Đến nay huyện cũng đã có 07 trường được công nhận đạt chuẩn quốc gia và duy trì thành tích đạt chuẩn quốc gia về xóa mù chữ, phổ cập giáo dục bậc trung học cơ sở.

### Y tế
Về y tế hiện nay trên địa bàn huyện có: Bệnh viện Quân Dân Y TP. Cần Thơ, Bệnh viện Đa khoa huyện Cờ Đỏ, Trung tâm y tế huyện và 10 trạm y tế xã. Hiện nay đã có 7/10 trạm y tế đạt chuẩn quốc gia.

## Văn hóa
| - Chùa Thuận Hóa - Công viên Cờ Đỏ - Phố đi bộ Cờ Đỏ - Chùa Giác Nguyên | - Nông Trường Cờ Đỏ - Nông Trường Sông Hậu - Trường Bắn Đồng bằng sông Cửu Long - Di tích lịch sử "Địa điểm thành lập chi bộ An Nam Cộng Sản Đảng Cờ Đỏ". |

## Giao thông
Huyện Cờ Đỏ là huyện trung tâm phía tây của thành phố với một số tuyến đường chính như: Đường tỉnh 919, Đường tỉnh 921, Đường tỉnh 922, Đường cao tốc Châu Đốc – Cần Thơ – Sóc Trăng.
Đường phố: Hà Huy Giáp, Lê Đức Thọ, Nguyễn Trọng Quyền, Nguyễn Văn Nhung, Trần Ngọc Hoằng, Vành đai thị trấn Cờ Đỏ,...